# Capilla de Segismundo

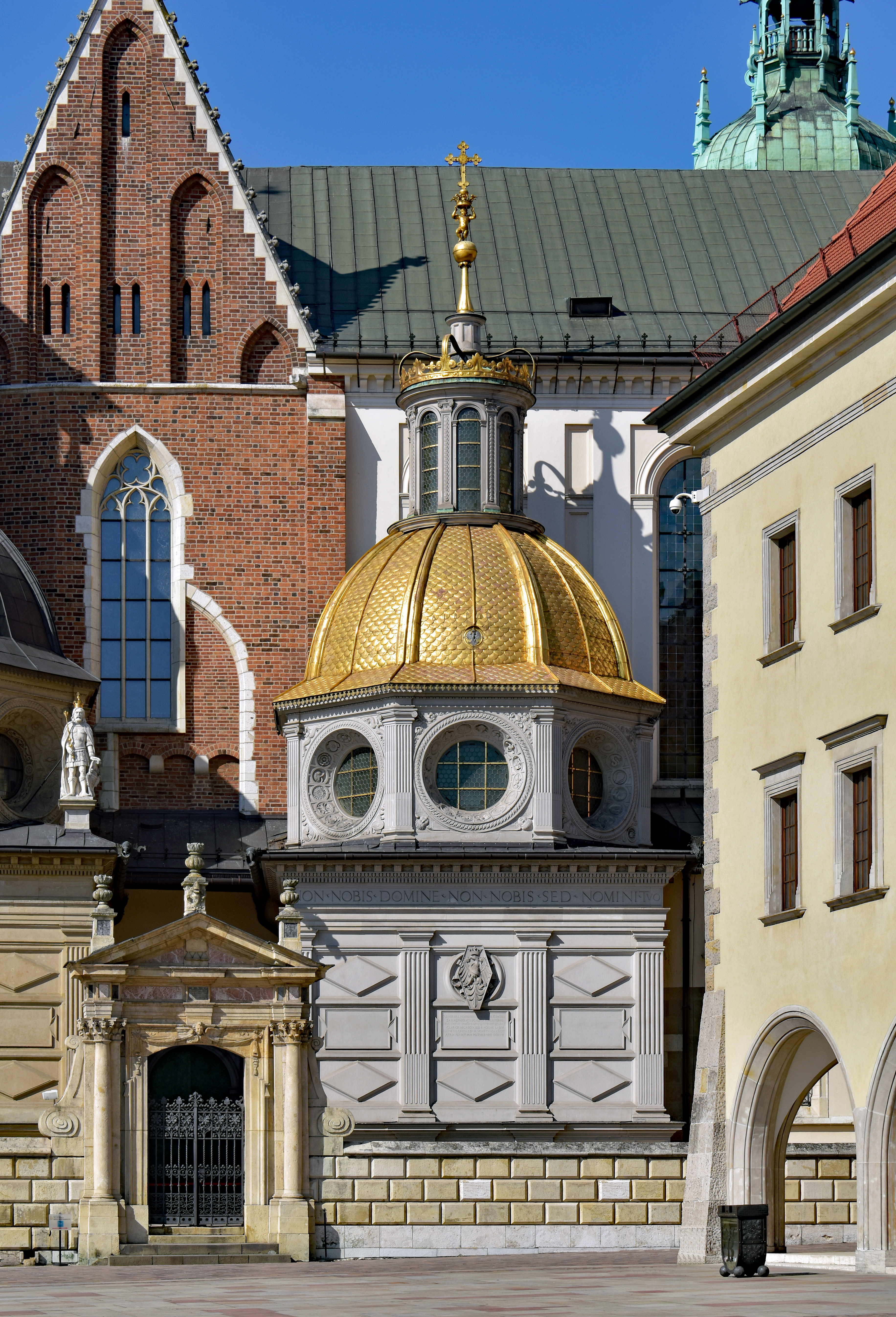
Exterior.

La Capilla de Segismundo (Kaplica Zygmuntowska en polaco) es una capilla funeraria de la catedral de Wawel (Cracovia, Polonia), de planta centralizada con base cuadrada, sobre la que se levanta una cúpula dorada.

## Historia

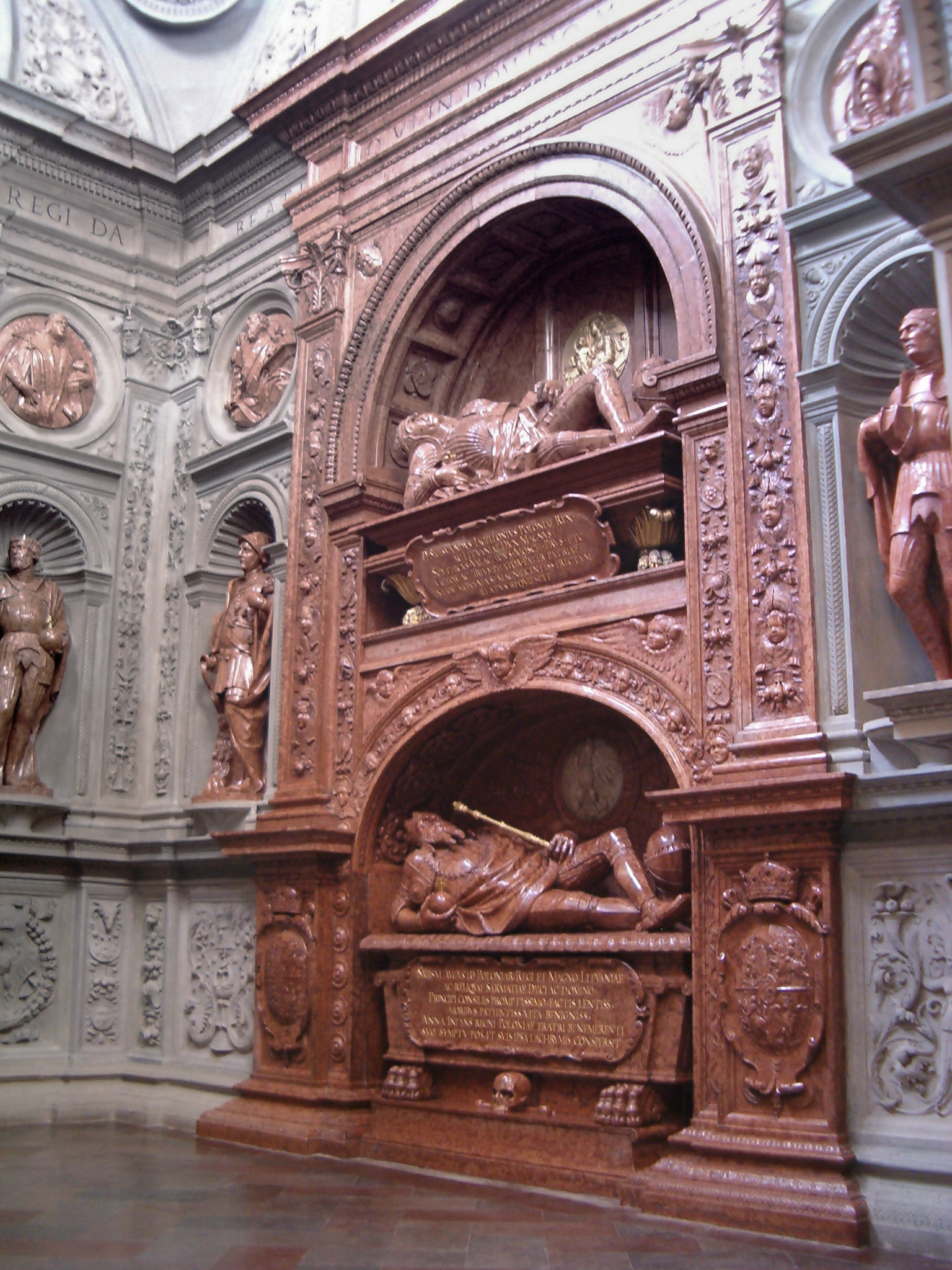
Interior.

Fue construida entre los años 1517-1533 por el arquitecto italiano Bartolommeo Berrecci. Las esculturas, estucos y pinturas de su interior se deben a algunos de los artistas más célebres de la época, Georg Pencz, Santi Gucci y Hermann Vischer, además de los diseños del propio Berecci. Fue un encargo del rey Segismundo I Jagellón el Viejo tras la muerte de su primera esposa, la condesa húngara Bárbara Szapolyai, que ocupó la primera de las tumbas. Es una temprana muestra de la extensión del Renacimiento italiano al norte de los Alpes.
En su interior destacan los sepulcros de los últimos reyes de la dinastía Jogalia (además de los citados, Segismundo II Augusto Jagellón y Ana Jagellón) y el retablo de plata, labor de la escuela de Núremberg. La cúpula fue dorada por encargo de la reina Ana Jagellón.
Hasta el siglo XVIII fue el lugar de coronación de los reyes de Polonia, así como panteón real (los reyes de la dinastía Vasa están enterrados en la Capilla Vasa, de 1676).